# Åke Kromnow
Ernst Åke Kromnow, född 21 maj 1914 i Stockholm, död 27 april 1986 i Stockholm, var en svensk historiker, kansliråd och riksarkivarie. Han var gift med historikern Birgitta Lager-Kromnow.
Åke Kromnow var son till direktör Axel Kromnow och hans hustru Emma, född Norman. Han tog fil.kand. 1939, och var därefter anställd vid Riksarkivet medan han fortsatte sin akademiska bana som ledde till en fil.lic. 1942. År 1945 blev han förste amanuens, 1948 arkivarie, och företog i dessa befattningar offentliga arkivuppdrag till Berlin, England och Sovjetunionen.
År 1950 värvades han till utrikesdepartementet, där han 1952 blev chef för dess arkiv med titeln kansliråd. Han var under den tiden också verksam med näringslivets arkivråd, som ordförande från 1955. År 1965 utsågs han till riksarkivarie, vilket han var till 1979 då han gick i pension. Hans främsta insats som riksarkivarie var initiativet till dataarkiveringskommittén.
Till Kromnows forskargärning hör arkivhistoriska verk i den svenska industrihistorien framför allt med arbeten om järnmalmshantering och övermasmästarämbetet, Jernkontorets historia med Bertil Boëthius, Kabinettets för utrikes brefväxling hemliga räkenskaper i riksarkivet (1951), och många fler alster.
År 1969 blev han filosofie hedersdoktor. Han var ledamot av Kungl. Vitterhets Historie och Antikvitets Akademien, Kungl. Gustaf Adolfs Akademien och Kungl. Samfundet för utgivande av handskrifter rörande Skandinaviens historia